# 中世紀的文藝復興

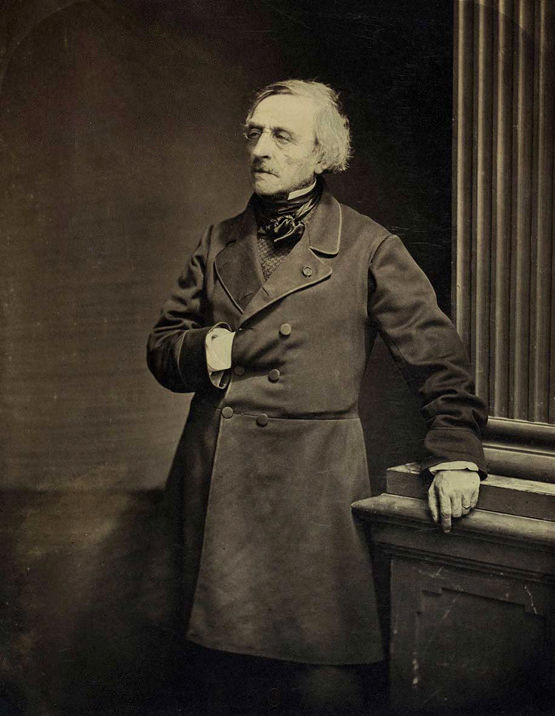
让-雅克·安培是第一位談論中世紀文藝復興的學者

中世纪的文艺复兴是指中世纪西欧文化的复兴運動，共分為三個階段，分別是卡洛林文艺复兴、奥托文艺复兴和12世纪的文艺复兴。十九世纪的中世纪学學者率先提出這一概念，而且這些學者認為中世紀的文藝復興可以與義大利文藝復興相媲美。不過十九世纪的主流史学學者並不認為中世紀有過文藝復興，他們認為中世纪是歐洲黑暗時代，不存在所謂的文藝復興。